# Carpias bermudensis
Carpias bermudensis är en kräftdjursart som beskrevs av Richardson 1902. Carpias bermudensis ingår i släktet Carpias och familjen Janiridae. Inga underarter finns listade i Catalogue of Life.